# Dougoumato II
Ne doit pas être confondu avec Dougoumato I.
Dougoumato II est une localité située dans le département de Koumbia de la province du Tuy dans la région Hauts-Bassins au Burkina Faso.

## Géographie
Dougoumato II se trouve à 13 km au sud-ouest de Koumbia. Il est traversé par la route nationale 1 et est séparé du village de Makognadougou par la rivière Sandana.

## Éducation et santé
Dougoumato II accueille un centre de santé et de promotion sociale (CSPS) tandis que le centre médical avec antenne chirurgicale (CMA) se trouve à Houndé.
Le village possède une école primaire publique.